# It (film 2017)
It, conosciuto anche come It - Capitolo uno (It: Chapter One), è un film del 2017 diretto da Andy Muschietti.
La pellicola è l'adattamento cinematografico dell'omonimo romanzo di Stephen King.
L'entità misteriosa Pennywise / It è interpretata da Bill Skarsgård
Ha avuto un'accoglienza positiva da parte della critica ed è stato un successo di pubblico, diventando l'horror con i maggiori incassi di sempre, con oltre 700 milioni di dollari nel mondo su un budget di produzione di 35 milioni.
Il film non è da considerarsi un remake della miniserie televisiva It tratta dallo stesso romanzo, bensì come una nuova reinterpretazione della storia (tanto che il film è ambientato alla fine degli anni '80 anziché alla fine degli anni '50 come nel romanzo e nella miniserie)
Ne è stato prodotto un sequel: It - Capitolo due (2019).

## Trama
Derry, Maine. In una giornata piovosa del 1988, Bill Denbrough, un ragazzo balbuziente, regala a Georgie, il suo fratellino più piccolo, una barchetta di carta. Il bambino esce di casa per far navigare la barchetta lungo le strade del quartiere, ma questa cade in uno scarico fognario. Mentre tenta di recuperarla, Georgie vede spuntare dallo scarico un pagliaccio, che gli si presenta come Pennywise, il clown ballerino. La misteriosa entità invita il bambino ad avvicinarsi con la scusa di restituirgli la barca, per poi staccargli un braccio con un morso e trascinarlo con sé nelle fogne.
L'anno dopo, nel 1989, durante l'ultimo giorno prima delle vacanze estive, Bill e i suoi amici (l'esuberante Richie Tozier, l'ipocondriaco Eddie Kaspbrak e il timido Stan Uris) si scontrano col bullo Henry Bowers e i suoi amici, Patrick Hockstetter e Reginald "Belch" Huggins, che promettono loro un'estate d'inferno. Bill, ancora ossessionato dalla scomparsa di Georgie e dalla negligenza da parte dei genitori, pensa che il corpo del fratello potrebbe essere finito in una zona paludosa della cittadina chiamata Barren e convince i suoi amici ad andare a vedere, certo che Georgie sia ancora vivo.
Ben Hanscom, un ragazzo sovrappeso e amante della lettura arrivato da poco nella scuola degli altri ragazzi, apprende che Derry è stata tormentata da tragedie e sparizioni infantili per secoli; viene poi attirato da Pennywise nel seminterrato della biblioteca, nel quale il clown assume le sembianze di una persona decapitata. Ben riesce a sfuggirgli e a uscire dall'edificio, quando viene preso di mira dalla banda di Bowers, che gli incide una "H" sulla pancia. Prima che Henry finisca di scolpire il suo nome, Ben riesce a scappare fino ai Barren, inseguito dal branco, dove s'imbatte in Bill e il resto del gruppo. I ragazzi hanno infatti trovato la scarpa di Betty Ripsom, una loro coetanea scomparsa, e si domandano se sia giusto proseguire nel cammino oppure preservarsi da una fine crudele come quella di Georgie. Henry, Belch e Patrick intanto stanno cercando Ben nelle fogne: i primi due, non trovandolo, vanno via, mentre Patrick sta cercando il coltellino di Henry - caduto durante l’inseguimento -, quando viene attaccato e ucciso dal clown dopo averlo spaventato. Accorgendosi delle ferite di Ben, i ragazzi lo portano alla farmacia per curarlo, ma non hanno abbastanza soldi per i medicinali e per questo vengono aiutati a rubarli da una loro compagna, Beverly Marsh, bullizzata da tutti per false voci sulla sua promiscuità.
Beverly si unisce al gruppo: sia Bill che Ben sviluppano una cotta per lei. Più tardi, il gruppo fa amicizia con un ragazzo afroamericano orfano, Mike Hanlon, dopo averlo difeso dalla banda di Bowers con una battaglia a sassate. In successione a un dialogo tra loro, scoprono che ognuno, tranne Richie, ha visto Pennywise in una diversa e terrificante forma: Beverly come voci dei bambini morti provenienti dallo scarico del lavandino del proprio bagno, Eddie come un lebbroso, Mike come i suoi genitori in procinto di bruciare vivi, Stan come una donna deforme uscita da un quadro in sinagoga e Bill come il corpo di Georgie controllato dal clown come un burattino. Richie, più avanti, lo vedrà nella sua forma di Pennywise, in quanto affetto da coulrofobia.
La comitiva di amici, che ora si fa chiamare Club dei perdenti, si rende quindi conto di essere stata attaccata dalla stessa entità, da loro chiamata "It". Tramite alcune informazioni trovate da Ben curiosando in biblioteca e mettendo insieme i pezzi di ogni catastrofe avvenuta a Derry in passato, capiscono che "It" fa ritorno ogni 27 anni per nutrirsi dei bambini del posto, prima di tornare in letargo. Mentre sono nel garage di Bill, il gruppo deduce anche che It si serve delle fogne per spostarsi senza essere visto e sfuggono per poco al mostro, sbucato fuori dal proiettore che stavano usando. Bill è ormai deciso a scoprire l'origine di quel che li sta perseguitando e si dirige nella casa che si trova al numero 29 di Neibolt Street, il punto di incrocio di tutti i sistemi fognari e presunto nascondiglio dell'entità sconosciuta, seguito dai suoi amici. Dopo un momento di esitazione, i sette amici entrano nell’edificio. It utilizza le sue capacità di mutaforma per separare i membri del gruppo e catturare Eddie, il quale si rompe un braccio dopo essere caduto dal piano di sopra per mezzo di un buco. Pennywise si prepara a mangiarlo, ma gli altri arrivano in tempo per salvarlo grazie a Beverly, che trafigge il clown con un paletto da recinzione un attimo dopo che la creatura ha rivelato a Bill di aver ucciso Georgie. It, dunque, ferisce Ben con i suoi artigli e fugge attraverso un pozzo situato nella cantina della casa. Poco dopo, Eddie viene portato via dalla madre adirata, che attribuisce la colpa dell'infortunio del figlio alla cattiva compagnia che frequenta, dopodiché se ne va a casa con l'automobile portando con sé anche Eddie. In seguito a una sfuriata tra Bill e Richie, lui, Mike, Ben e Stan se ne vanno e tornano alle loro vite; gli unici a restare sicuri nella loro posizione, ossia sconfiggere il clown assassino che li ha tormentati, sono Bill e Beverly.
Ad agosto, Henry cerca di sopperire all'umiliazione subita dai Perdenti: per sfogarsi colpisce alcuni bersagli con la pistola del padre, poliziotto violento. Quest'ultimo, però, lo ferma e lo mostra nelle sue debolezze davanti ai due compari. Nel pieno della frustrazione e dell'ira, Henry riceve un dono da It: il proprio coltellino perduto. Con questo, il ragazzo assassina suo padre e cade sotto il controllo di It, che gli intima di uccidere i Perdenti. Nel frattempo Beverly deve vedersi con Bill, ma viene trattenuta dal padre, che tenta di abusare di lei. La ragazza si rintana nel bagno, riuscendo a colpirlo in testa, e l'uomo perde i sensi. Subito dopo, Pennywise la rapisce e la porta nel suo nascondiglio, dove però non la uccide in quanto ella non è spaventata.
Bill trova un messaggio di It lasciato a casa di Beverly e capisce cos'è successo, così coglie l'occasione per riunire il Club dei Perdenti e partire al salvataggio della ragazza. Henry giunge nella casa di Neibolt Street e cerca di sopprimere Mike, ma ha la peggio e viene spinto dentro il pozzo da quest'ultimo. La comitiva arriva infine alla tana di Pennywise, in cui i ragazzi vedono Beverly fluttuare in aria. Ben, baciandola, riesce a farla riprendere e tutti si ricongiungono. Pennywise attacca il gruppo e prende in ostaggio Bill, offrendo agli altri la possibilità di lasciarli andare se sceglieranno di sacrificare il loro amico. I ragazzi, invece, aiutano Bill e vincono il mostro. Ora che lo vede spaventato, Bill comunica a It che morirà di fame e per questo motivo non lo temono più: loro sono liberi e Derry è salva. Sapendo che non ha più alcun potere su di loro, It scappa nella zona più profonda delle fogne con il suo corpo ormai disintegrato. Stringendo tra le mani l'impermeabile giallo di Georgie, Bill accetta, piangendo, la morte del fratello e gli amici lo abbracciano.
Un mese dopo, Beverly informa il gruppo di aver avuto una visione mentre era in stato catatonico nella quale ha visto il Club dei Perdenti da adulti combattere nuovamente Pennywise. I Perdenti fanno così un patto di sangue: se tra 27 anni It sarà tornato, anche loro torneranno a Derry per finirlo una volta per tutte. Dopo che gli altri perdenti se ne sono andati, Beverly riferisce a Bill che la mattina seguente partirà per Portland per andare a vivere da sua zia. Prima che Beverly se ne vada, Bill la ferma e i due si baciano.

## Produzione
L'idea di un film su It nacque nel 2009, quando la Warner Bros. annuncia di voler portare di nuovo la storia sul grande schermo. David Kajganich cominciò a lavorare sull'adattamento cinematografico del libro.
Nel 2012 è stato annunciato che Cary Fukunaga era stato ingaggiato come regista della pellicola e per riscrivere la sceneggiatura, affiancato da Chase Palmer.
Il 21 maggio 2014 la Warner Bros. sposta i diritti dell'opera alla New Line Cinema. Dall'iniziale idea di produrre un film singolo per adattare l'intero libro, Fukunaga decise di dividere la produzione in due film separati, il primo concentrato sugli avvenimenti dei bambini che vengono tormentati dall'entità demonica It, e un sequel ambientato alcuni anni dopo, in cui il gruppo si riforma per continuare la loro lotta da adulti. Stephen King annunciò di essere favorevole all'idea ed approvò la sceneggiatura.
Per il ruolo di Pennywise, la forma principale di It, Fukunaga prese in considerazione l'attore Will Poulter, ma girano voci che per il ruolo del clown si fosse pensato anche ad attori come Jim Carrey, Johnny Depp o ancora a Tim Curry. Fukunaga avrebbe dovuto dirigere il film nell'estate del 2016, ma nel maggio 2015 questi abbandonò il progetto per divergenze artistiche. Fukunaga ha dichiarato: "Volevo fare un film horror non convenzionale. Non rientrava nell'algoritmo di ciò che sapevano di poter spendere e su cui lucrare, considerando che non volevano offendere il loro pubblico abituale". Fukunaga ha accennato che non ci furono problemi a livello di budget, fissato intorno ai 30 milioni. "Abbiamo investito anni e così tanta narrazione ed aneddoti. Chase ed io abbiamo riversato le nostre infanzie in quella storia. Quindi la nostra più grande paura era che avrebbero preso la nostra sceneggiatura e l'avrebbero imbastardita. [...] Stavo facendo onore allo spirito di Stephen King nel romanzo, ma avevo bisogno di aggiornarlo. King ha visto una delle prime bozze e gli è piaciuta."
Il 16 luglio 2015 è stato annunciato che Andrés Muschietti, reduce dal successo del film horror La madre, era stato assunto come nuovo regista. Lo stesso giorno la New Line Cinema annuncia la data di uscita della pellicola per l'8 settembre 2017. Muschietti decise di iniziare le riprese durante l'estate per poter lavorare con i protagonisti bambini. Mantenendo l'idea di creare due film separati, Roy Lee, produttore, confermò che la sceneggiatura originale di Fukunaga e Palmer era stata riscritta.
Poulter lascia il progetto per un conflitto di programmazione nell'aprile 2016. Il regista Andrés Muschietti ha confermato di aver preso in considerazione diversi attori e attrici per il ruolo di Pennywise e di cercare qualcuno con fattezze che ricordassero un bambino. Alla fine la scelta è caduta su Bill Skarsgård e Muschietti ha dichiarato: «Il personaggio ha un comportamento infantile e dolce, ma c'è qualcosa di molto perverso in lui. Bill ha questo equilibrio. Può essere dolce e carino, ma sa anche essere abbastanza inquietante.»

### Riprese
Le riprese del film si sono svolte dal 27 giugno al 21 settembre 2016 e sono state condotte principalmente a Toronto. La produzione si è recata a Bangor, nel Maine, città in cui si trovano i luoghi di ispirazione del romanzo di King, al fine di riprodurli fedelmente per le riprese.
Barbara Muschietti ha dichiarato di aver scelto Port Hope (in Ontario) per la bellezza del luogo e il supporto degli abitanti, fra i quali sono state selezionate per il film 360 comparse di tutte le età nelle due settimane di riprese lì trascorse.
Muschietti non volle che Skarsgård incontrasse gli attori prima di girare le scene, questo per far sì che i ragazzi si spaventassero per davvero vedendo il clown. La prima scena girata con Pennywise fu quella dell'attacco ad Eddie nella casa di Neibolt Street: la recitazione di Skarsgård fu così terrificante che l'attore pensò di aver terrorizzato veramente il piccolo e gli chiese subito scusa al termine delle riprese.

### Costumi
La costumista Janie Briant, premio Emmy per Deadwood e Mad Men, ha dichiarato di essersi ispirata agli stili di varie epoche: medievale, rinascimentale, elisabettiana e vittoriana. Pennywise, una bestia che si nutre delle paure dei bambini, è visto come "un essere immortale e soprannaturale che pensa come un clown sinistro". Il suo abito imita Arlecchino in una versione resa ancor più infantile dalla taglia, dalle pieghe in stile Fortuny, dai pantaloni corti e dalla vita alta della giacca.

## Distribuzione
(Tagline del film)
Il film è stato distribuito, sia in versione tradizionale che in IMAX, l'8 settembre 2017 negli Stati Uniti e in Italia il 19 ottobre 2017.
Andò in onda, in prima tv assoluta,  il 1º novembre 2019 alle 21.20, su Italia 1.
In alcune sale del cinema, per l'uscita del film La torre nera, è stata diffusa, prima dell'inizio del film, la scena dell'incontro di Georgie con It, in lingua originale, proiettata anche in Italia, con i sottotitoli in italiano, e con una piccola intervista a Stephen King, che parla dell'uscita della pellicola.
La data di uscita inglese (8 settembre 2017) è stata scelta affinché, sommando tutti i numeri presenti nella data (8, 9, 2, 1, 7 e tre 0), venisse fuori 27, il numero di anni in cui Pennywise va in letargo (stessa cosa fu fatta con il seguito). Sorprendentemente, il film è uscito 27 anni dopo la prima TV dell'omonima miniserie, ma è stato confermato essere una coincidenza.

### Divieti
Negli Stati Uniti il film è stato vietato ai minori di 17 anni non accompagnati da un adulto.

## Accoglienza

### Incassi
Il film ha incassato 704242888 $, di cui 328874981 $ in Nord America e 375367570 $ nel resto del mondo, superando The Sixth Sense - Il sesto senso (672806432 $) e diventando così il film horror con maggiori incassi nella storia del cinema.
In Italia la pellicola ha incassato 1,2 milioni di euro nel primo giorno, diventando la miglior apertura di sempre per un film horror, e 6480375 € nel primo fine settimana di programmazione, per un incasso totale di 11292148 €, posizionandosi come il secondo miglior weekend dell'anno dopo La Bella e la Bestia.
La pellicola, oltre ad essere diventata il film horror con l'incasso più alto della storia, è all'ottava posizione nella classifica dei film con il maggior incasso del 2017.

### Critica
Il film è stato accolto molto positivamente dalla critica. Sull'aggregatore di recensioni Rotten Tomatoes ha una percentuale di gradimento dell'85% basato su 387 recensioni, con un voto medio di 7,3 su 10. Il consenso critico cita: «Ben recitato, spaventosamente diabolico e con al centro una storia assolutamente emozionante, It amplifica perfettamente l’orrore nella storia di Stephen King, senza perdere il contatto col suo cuore». Su Metacritic ottiene un voto di 69 su 100 basato su 49 recensioni che indica "recensioni generalmente favorevoli". Ha ricevuto ottime critiche dai principali giornali ed è stato definito uno dei migliori adattamenti cinematografici di un libro di King.

## Riconoscimenti
- 2017 Golden Trailer Awards[33]
  - Miglior trailer horror
- 2017 Washington D.C. Area Film Critics Association[34]
  - Candidatura al Critics' Choice Award al miglior cast corale
  - Candidatura al Young Artist Award alla miglior performance in un film - Giovane attore protagonista
- 2018 MTV Movie & TV Awards[35]
  - MTV Movie Award alla miglior performance di gruppo

## Citazioni e riferimenti
Nel film è stato inserito un riferimento alla miniserie omonima diretta da Tommy Lee Wallace nel 1990: nella scena in cui Richie si trova chiuso in una stanza piena di manichini a forma di clown nella casa di Neilbolt Street, dove trova il suo stesso burattino-cadavere in una bara, si può notare che il manichino-clown più vicino al feretro è identico al Pennywise interpretato da Tim Curry nella sopracitata miniserie. In più, durante la battaglia finale, Pennywise si trasforma in diversi mostri (tra cui una mummia e il padre di Bev) e ad un certo punto, trasforma le sue braccia in zampe di ragno simili a chele, come il vero aspetto di IT nella miniserie.

## Sequel
Il sequel dal titolo It - Capitolo due (dopo essere stato cambiato da It - Parte 2), dedicato alle restanti vicende ambientate intorno al 2016, (anziché tra il 1984 e il 1985 come nel romanzo e nella miniserie televisiva) è stato distribuito il 5 settembre 2019.